# Hermann Traube
Hermann Traube (ur. 24 września 1860 w Raciborzu, zm. 29 stycznia 1913 w Berlinie) – niemiecki mineralog.

## Życiorys
Hermann Traube był synem chemika i nauczyciela Moritza Traubego. Uczęszczał do Maria-Magdalenen Gymnasium we Wrocławiu. Następnie studiował w Lipsku, Heidelbergu, Wrocławiu i Greifswaldzie. Doktoryzował się w 1884 roku w Greifswaldzie. Nauczycielami Traubego byli m.in. Heinrich Irenaeus Quincke, Theodor Poleck, Carl Friedländer i Ferdinand Julius Cohn (Wrocław). Później został profesorem nadzwyczajnym mineralogii na Uniwersytecie w Berlinie (1905) i profesorem zwyczajnym w Greifswaldzie.
Trabue jest autorem dzieła Die Minerale Schlesiens (1888).